# Liga Dhivehi
Liga Dhivehi este primul eșalon din sistemul competițional fotbalistic din Maldive.

## Echipele sezonului 2010
- All Youth Linkage FC
- Club Valencia
- Maaziya SRC
- New Radiant SC
- Thoddoo FC 1
- VB Sports
- Victory SC
- Vyansa

1 Kalhaidhoo ZJ și-a schimbat numele în Thoddoo FC.

## Campioane
- 1983: Victory SC
- 1984: Victory SC
- 1985: Victory SC
- 1986: Victory SC
- 1987: New Radiant SC
- 1988: Victory SC
- 1989: Club Lagoons
- 1990: New Radiant SC
- 1991: New Radiant SC
- 1992: Victory SC
- 1993: Victory SC
- 1994: Club Valencia
- 1995: New Radiant SC
- 1996: Club Lagoons
- 1997: New Radiant SC 2-1 Hurriyya
- 1998: Club Valencia 1-1 2-0 Victory SC
- 1999: Club Valencia 2-1 Hurriyya
- 2000: Victory SC
- 2001: Victory SC 2-1 Club Valencia
- 2002: Victory SC 4-2 Club Valencia
- 2003: Victory SC 2-1 Club Valencia
- 2004: New Radiant SC 1-1 Club Valencia (aet, 6-5 pens)
- 2005: Victory SC 1-0 New Radiant SC
- 2006: Victory SC 0-0 Club Valencia (aet, 3-1 pens)
- 2007: New Radiant SC 3-1 Victory SC
- 2008: Club Valencia 3-2 Victory SC
- 2009: Victory SC 2-1 VB Sports

## Titluri după echipă
| Titluri | Echipă        | An                                                                           |
| ------- | ------------- | ---------------------------------------------------------------------------- |
| 13      | Victory SC    | 1983, 1984, 1985, 1986, 1988, 1992, 1993, 2000, 2001, 2002, 2003, 2005, 2006 |
| 7       | New Radiant   | 1987, 1990, 1991, 1995, 1997, 2004, 2007                                     |
| 4       | Club Valencia | 1994, 1998, 1999, 2008                                                       |
| 2       | Club Lagoons  | 1989, 1996                                                                   |
| 1       | VB Sports     | 2009                                                                         |